# Port lotniczy Pierre
Port lotniczy Pierre (IATA: PIR, ICAO: KPIR) – port lotniczy położony w Pierre, w stanie Dakota Południowa, w Stanach Zjednoczonych.